# Hydroeciodes ignita
Hydroeciodes ignita là một loài bướm đêm trong họ Noctuidae.